# Джийде (Джалал-Абадская область)
Джийде (кирг. Жийде) — село в Сузакском районе Джалал-Абадской области Кыргызстана. Входит в состав Сайпидин-Атабековского айылного аймака.

## География
Село расположено в юго-восточной части области, на правом берегу реки Карадарьи, на расстоянии приблизительно 4 километров (по прямой) к юго-юго-востоку от села Сузак, административного центра района. Абсолютная высота — 712 метров над уровнем моря.

## Население
Согласно оценочным данным Национального статистического комитета Кыргызской Республики, численность населения села на начало 2023 года составляла 4382 человека.
| год     | 2009 | 2014 | 2015 | 2020 | 2021 | 2023 |
| ------- | ---- | ---- | ---- | ---- | ---- | ---- |
| человек | 3509 | 3871 | 3885 | 4156 | 4159 | 4382 |